# René Cassin
René Samuel Cassin (Bayonne, 5 oktober 1887 – Parijs, 20 februari 1976) was een Franse jurist, hoogleraar in rechten en rechter. Hij diende als soldaat in de Eerste Wereldoorlog, en richtte later de Union Fédérale op. In 1968 ontving hij de Nobelprijs voor de Vrede voor zijn hulp bij het opstellen van de Universele Verklaring van de Rechten van de Mens.

## Levensloop
Cassin studeerde politieke economie, constitutionele geschiedenis en Romeins recht aan de Universiteit van Provence, een voorloper van de Universiteit van Aix-Marseille.
Van 1924 tot 1938 was Cassin de Franse afgevaardigde van de Volkenbond. Hij stuurde aan op ontwapening en het opstellen van organisaties die konden helpen bij het oplossen van internationale conflicten.

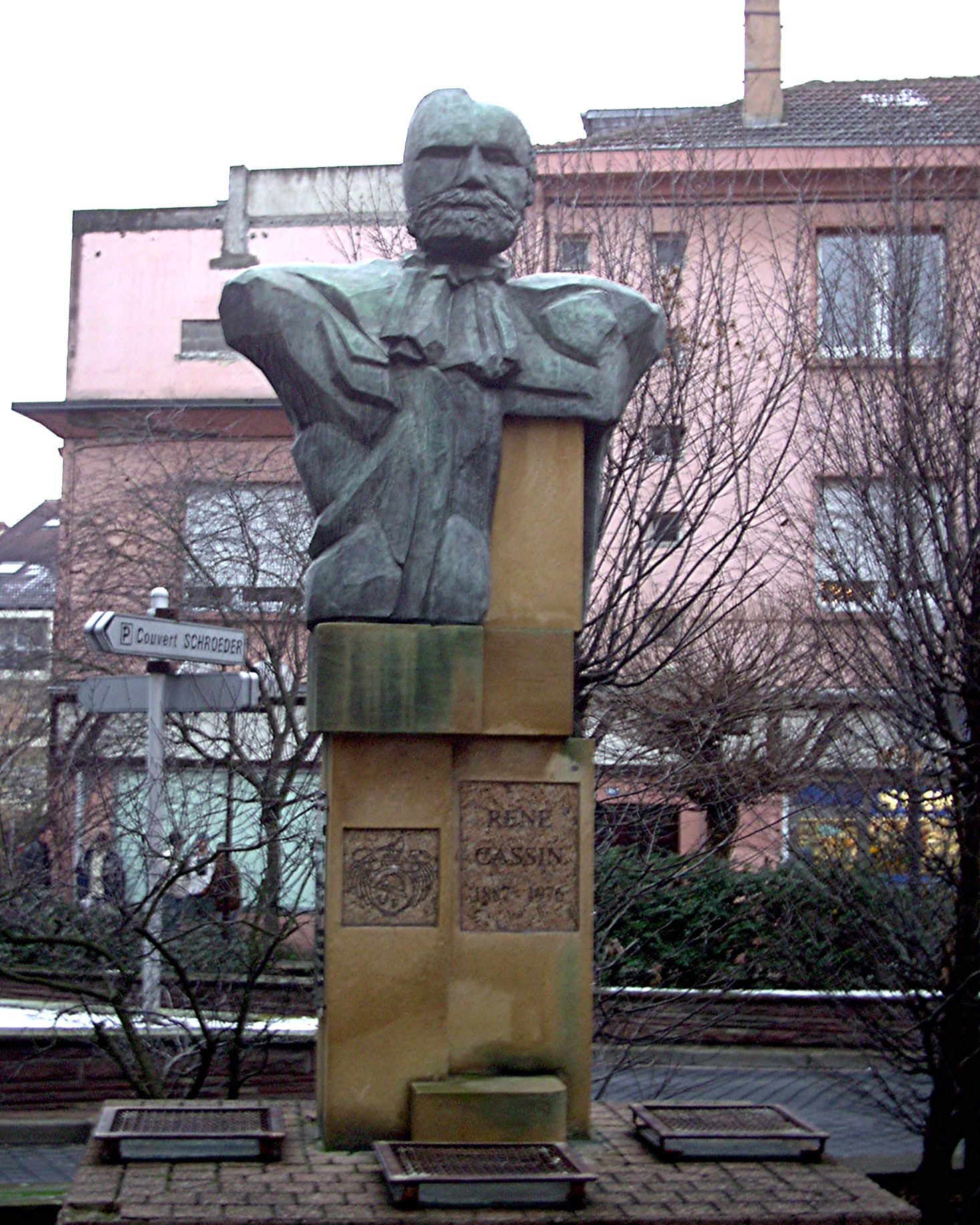
Beeld van Cassin in Forbach

Het concept voor de Universele Verklaring van de Rechten van de Mens werd door Cassin opgesteld op basis van een eerder concept van de Canadese professor John Peters Humphrey. Cassin verkortte zijn versie van 46 basisartikelen naar 44. De uiteindelijke versie die op 10 december 1948 werd aangenomen door de Verenigde Naties telt 30 van de door Cassin opgestelde artikelen.
Cassin diende zelf in de VN-mensenrechtencommissie en het Permanent Hof van Arbitrage. Van 1959 tot 1965 was hij lid van het Europees Hof voor de Rechten van de Mens, en van 1965 tot 1968 was hij president van dit hof.
Cassin leidde veel niet-gouvernementele organisatie. Zo richtte hij in 1918 een federatie op voor oorlogsveteranen die in de oorlog verlamd waren geraakt. Tot 1940 diende hij als president van deze organisatie.